# Cèlia Cernadas
Cèlia Cernadas (1971) és una periodista, escriptora i docent catalana. Es va llicenciar en Ciències de la Informació a la UAB i va complementar els seus estudis amb un Màster de Relacions Internacionals per l'IBEI. Durant més de vint anys ha cobert informació internacional per Catalunya Ràdio i 3Cat i ha estat enviada especial a diversos països, des de Mèxic al Senegal, Kènia, Líbia, Egipte, Iraq, Síria, Israel, Rússia, Hongria, Polònia, illes gregues i camps de refugiats, Cuba i Guantánamo, Ucraïna o l’Àrtic noruec. Va ser cap d’Internacional durant dues etapes i corresponsal de Catalunya Ràdio als EUA entre 2015 i 2017, coincidint amb l’arribada de Donald Trump a la Casa Blanca. El 2009 va viure a Bolívia com a responsable d’un projecte de desenvolupament periodístic gestionat per l'International Centre for Journalists (ICFJ) de Washington. Els últims anys ha posat el focus en temes migratoris, entre d'altres. És autora del llibre Fora de focus. La vida a les perifèries del món (Ara Llibres, 2023).